# Heinrich Fischer (roddare)
Heinrich Fischer, född den 12 januari 1950, är en schweizisk roddare.
Han tog OS-silver i tvåa utan styrman i samband med de olympiska roddtävlingarna 1972 i München.